# Gambas (Lebensmittel)
Gambas ist die spanische Bezeichnung von Krebstieren, die auf Deutsch als Garnelen oder Riesengarnelen bezeichnet werden. 

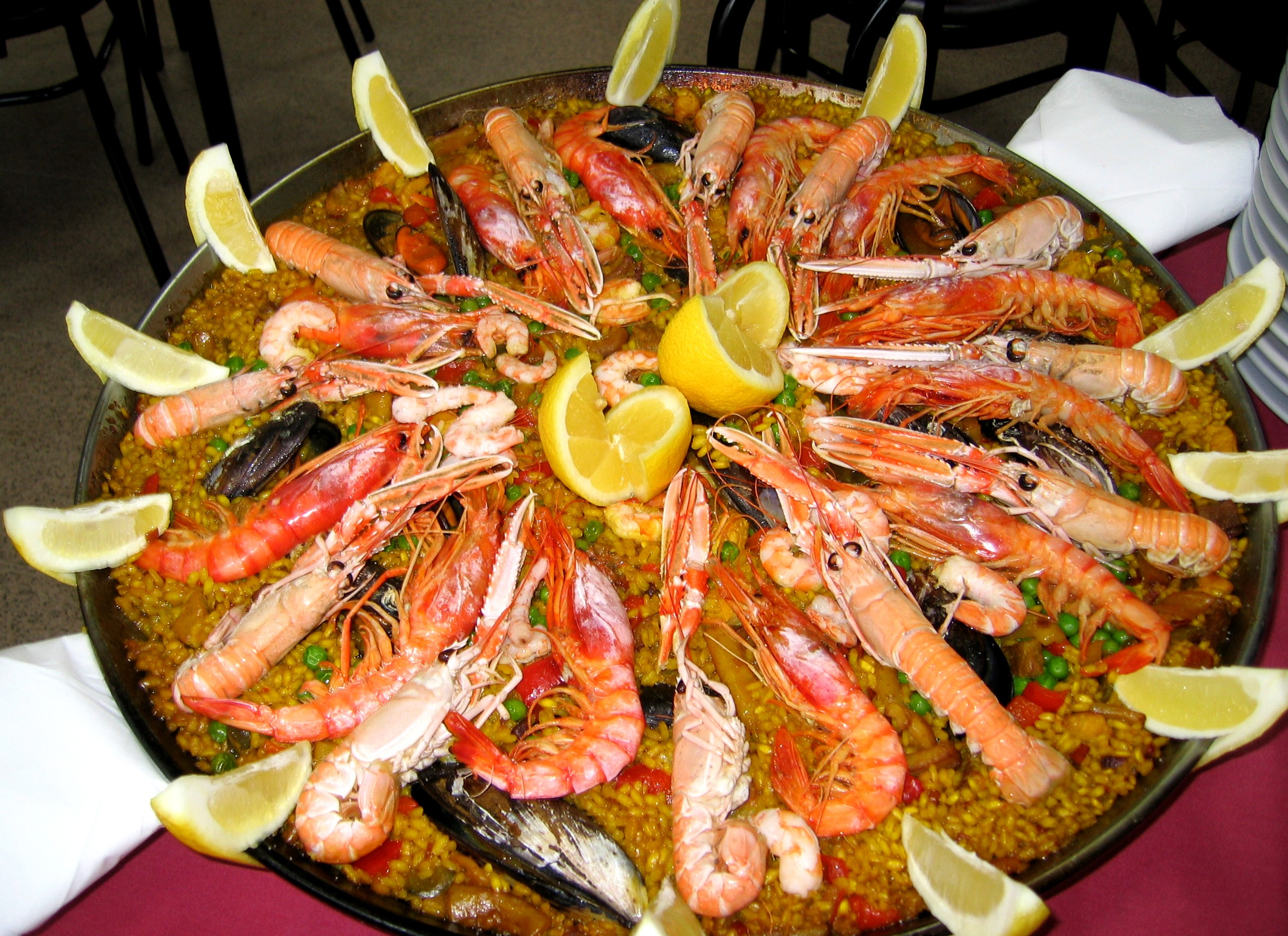
Gambas, Langostinos und Cigalas auf einer Paella de Marisco

Gambas ist im Allgemeinen eine Handelsbezeichnung, die sich nicht auf eine bestimmte biologische Spezies bezieht, sondern auf Garnelen einer Größe von ca. 3 bis 6 cm. Kleinere Tiere heißen im Spanischen Camarones oder Quisquillas, größere Langostinos, wobei die Verwendung der Bezeichnungen relativ willkürlich ist. Kaisergranate heißen Cigalas und unterscheiden sich durch ihre Scheren von den Gambas.
Gambas sind sehr einfach in der Zubereitung. Im einfachsten Fall bringt man Wasser zum Kochen, gibt die Tiere hinzu (gefroren oder lebend), wartet, bis sie sich deutlich rot färben und lässt das Wasser dann noch etwa zwei Minuten leicht köcheln.
Varianten der Zubereitung sind in Kombination mit Olivenöl, Knoblauch, Petersilie, Aioli, Zitrone und anderen Zutaten üblich.